# Kōbe Ōji-Zoo
Koordinaten: 34° 42′ 33,7″ N, 135° 12′ 54,8″ O

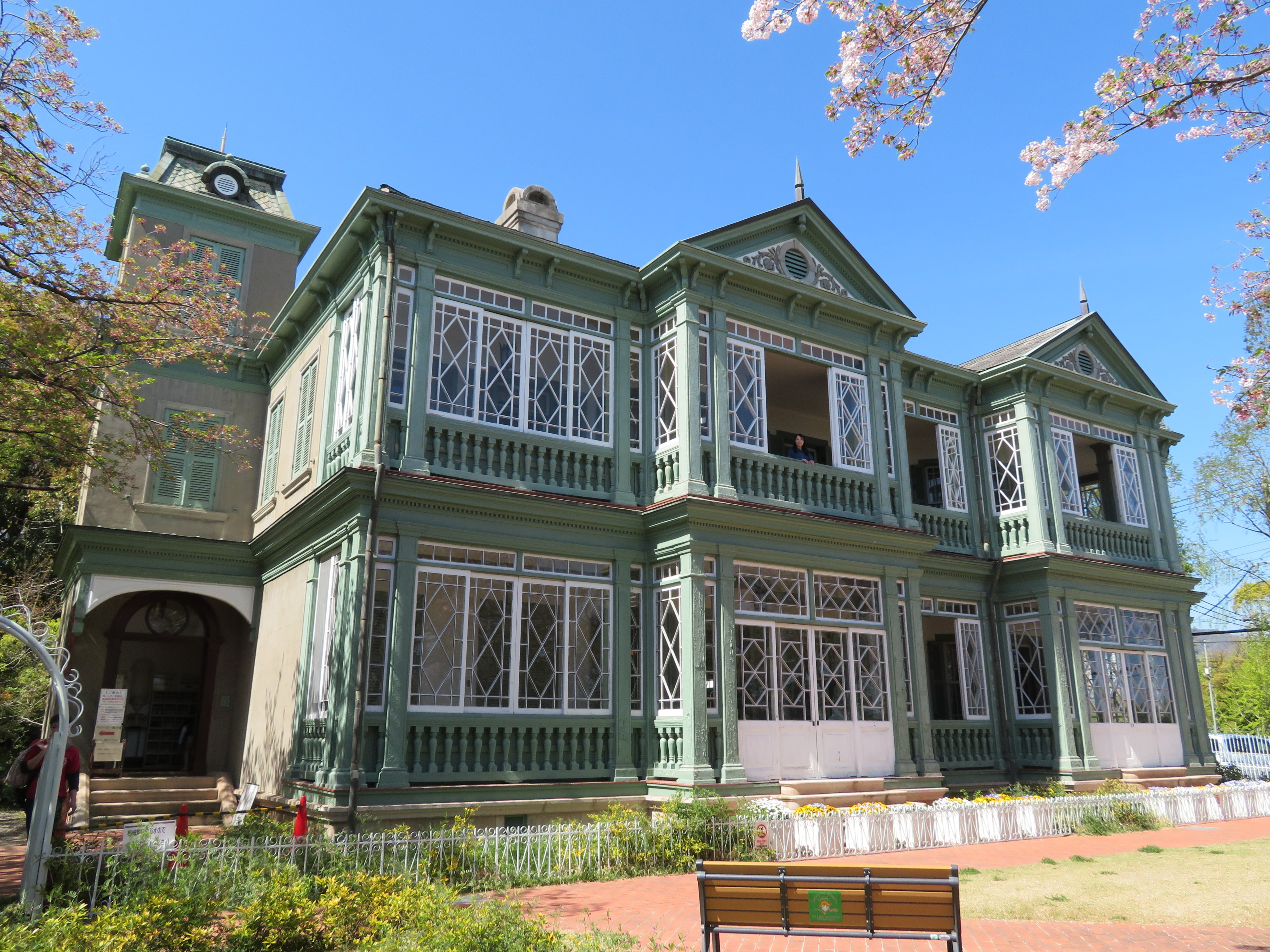
Former Hunter House

Der Kōbe Ōji-Zoo (jap. 神戸市立王子動物園 Kōbe-shiritsu Ōji dōbutsu-en) ist ein Zoo, der sich in Kōbe, einer Stadt in der Präfektur Hyōgo auf der japanischen Hauptinsel Honshū, befindet.

## Geschichte
Erste Anfänge für einen Zoo in Kōbe gehen auf das Jahr 1928 zurück, als einige Tiere im
Suwayama Park ausgestellt wurden. Nach dem Zweiten Weltkrieg wurden die Tiere umgelagert und an dem neuen Standort eröffnete 1951 der Kōbe Ōji-Zoo.
1968 zog das Former Hunter House, die ehemalige Residenz von Edward Hazlett Hunter, dem Gründer der Osaka Iron Works, auf einen neuen Standplatz im Nordosten des Zoogeländes um. Ursprünglich stand es in Kōbes unter Denkmalschutz gestelltem ehemaligen Ausländerviertel Kitano-chō (jap. 北野町) im Stadtbezirk Chūō-ku (jap. 中央区). Es dient als Beispiel für den Baustil des 19. Jahrhunderts, wie er von wohlhabenden ausländischen Industriellen bevorzugt wurde. Das Haus ist als wichtiges Kulturgut registriert. Von Besuchern kann es in den Monaten April, Mai und Oktober besichtigt werden.

## Anlagenkonzept und Tierbestand
Auf dem Gelände des Kōbe Ōji-Zoos leben ca. 800 Tiere  mit rund 130 Arten. Der Zoo ist in mehrere Sektionen unterteilt. Eine der Hauptattraktionen ist das Panda-Haus, in dem Große Pandas (Ailuropoda melanoleuca) gehalten werden. Ein weiterer Schwerpunkt ist der Big Cat Circle, wo u. a. die folgenden Katzenarten (Felidae) zu besichtigen sind:

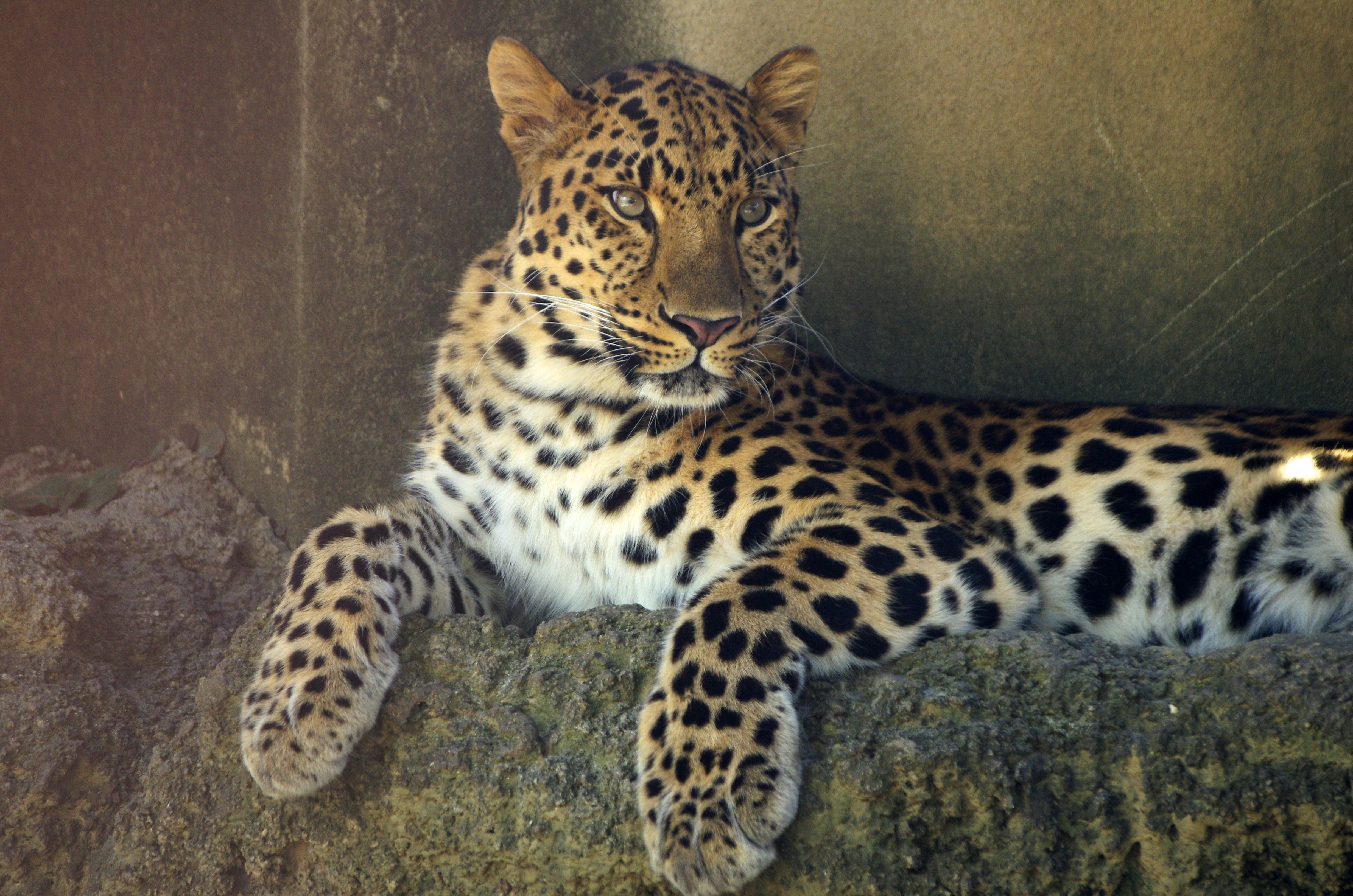
Amurleopard (Panthera pardus orientalis)
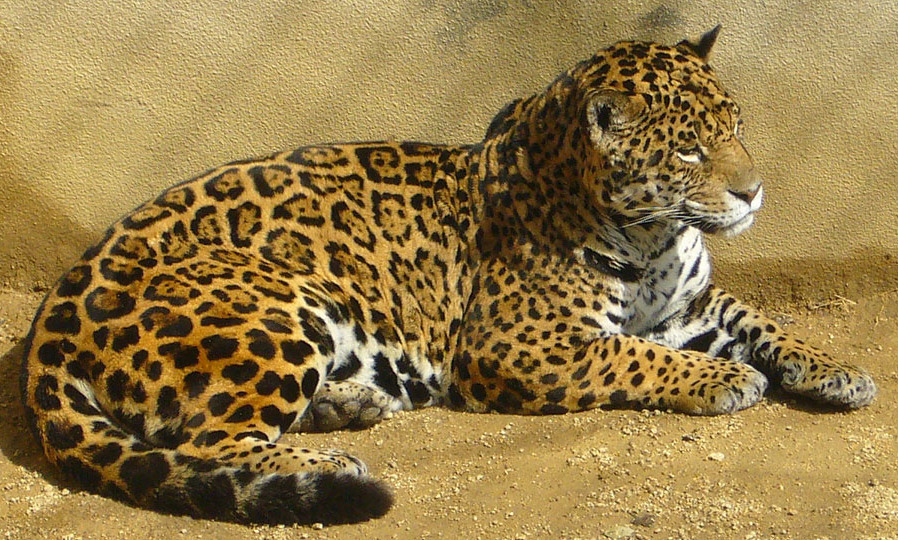
Jaguar (Panthera onca)
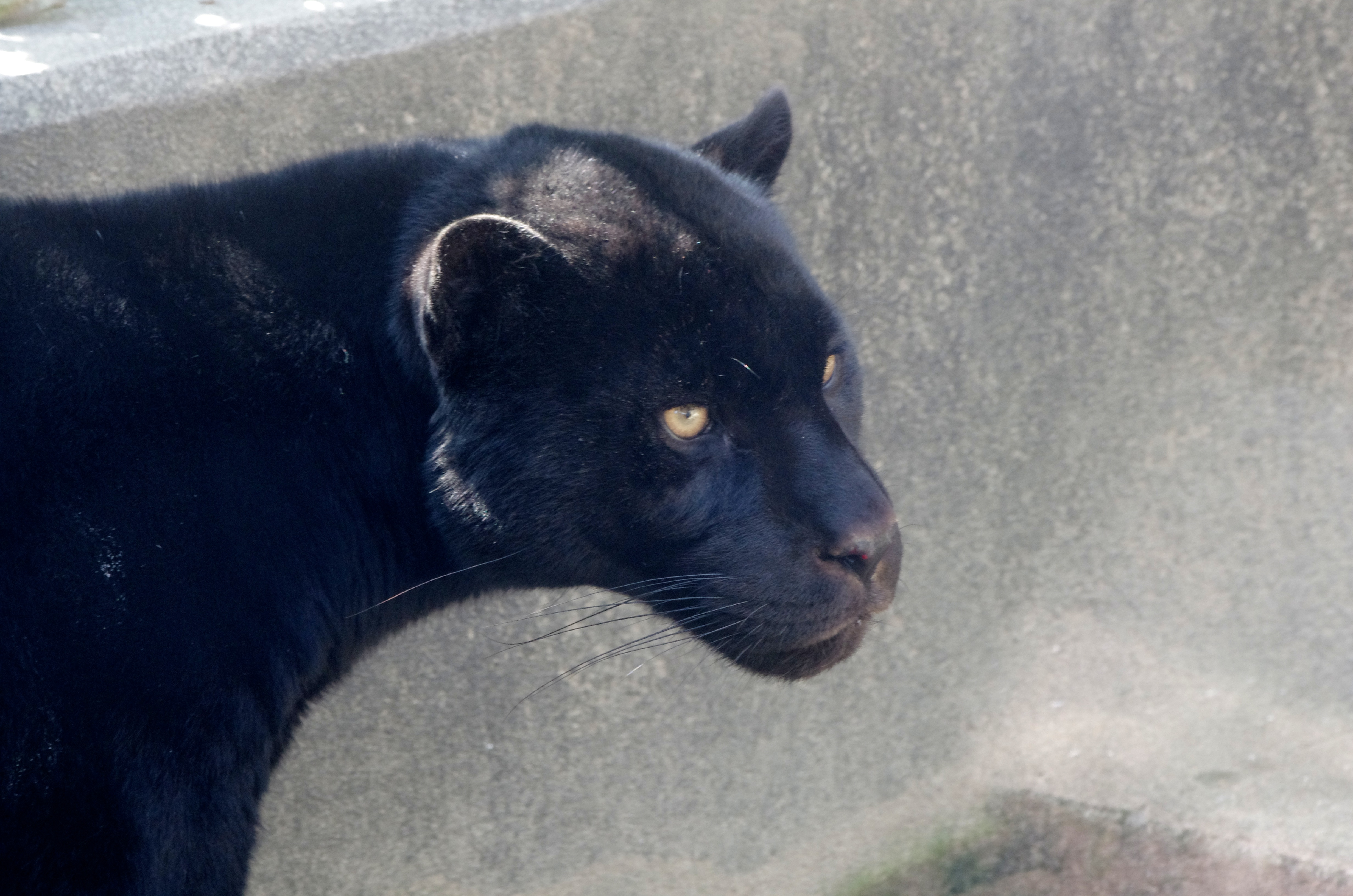
Schwarzer Jaguar
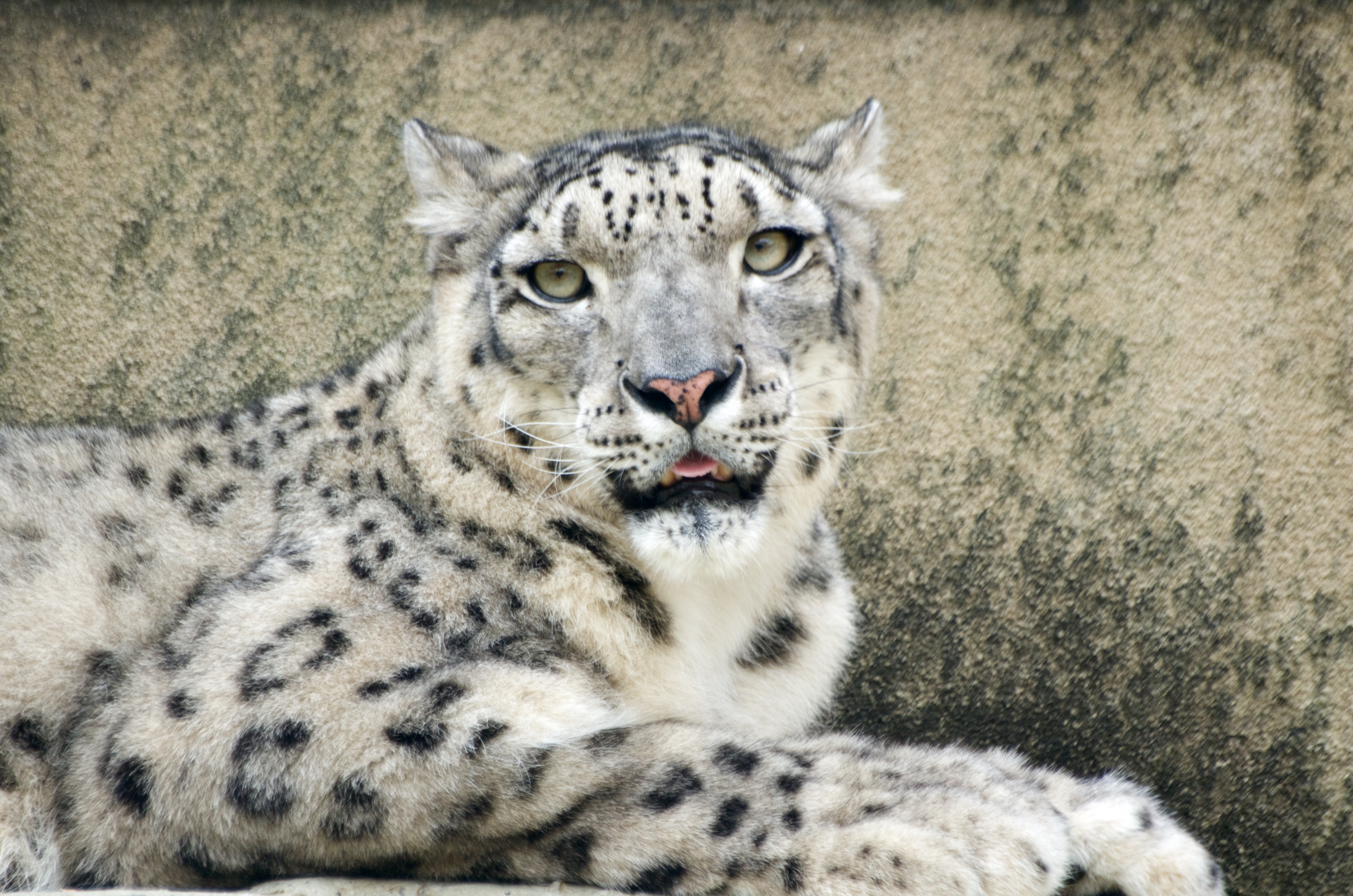
Schneeleopard (Panthera uncia)
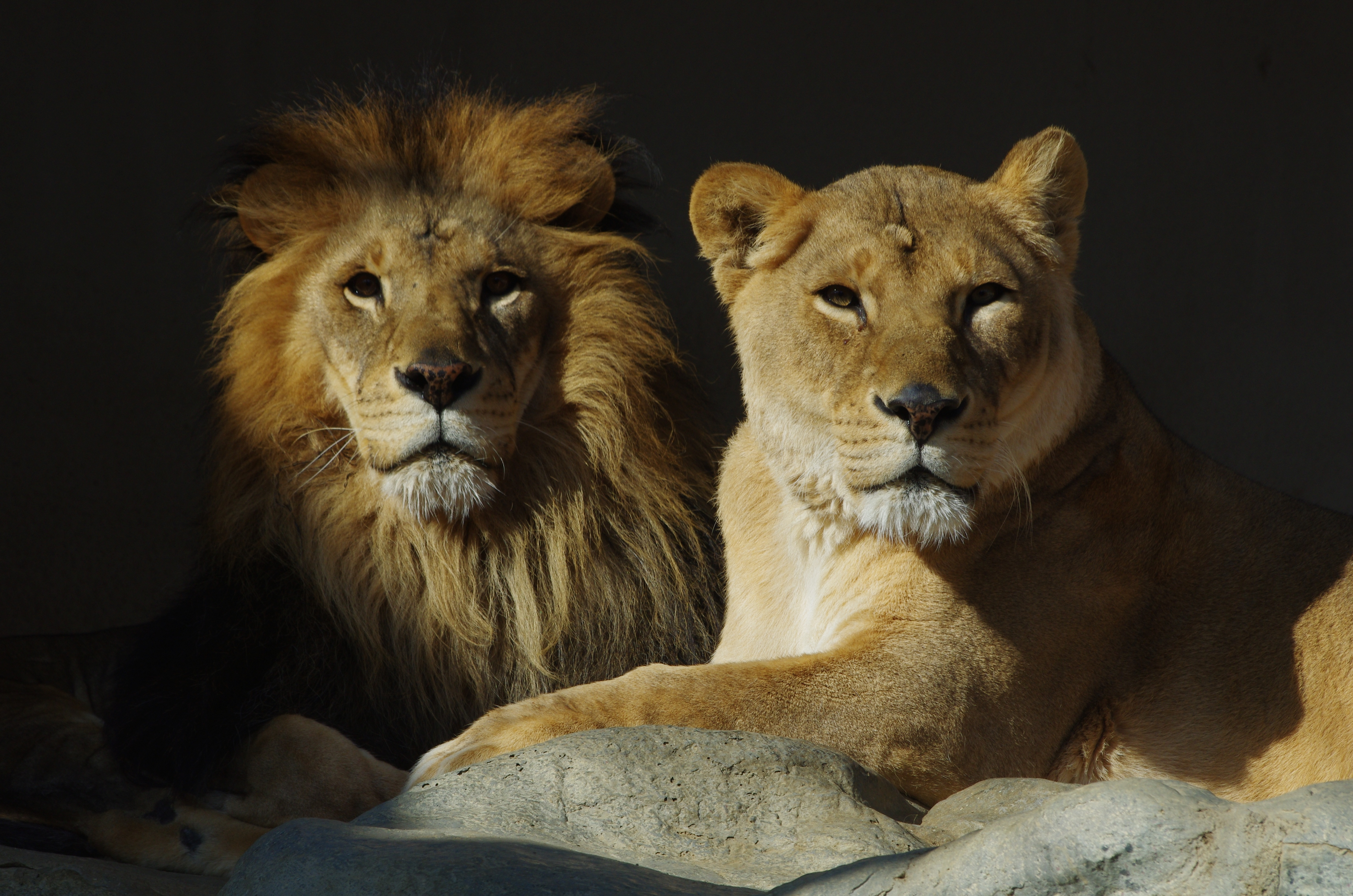
Löwenpärchen (Panthera leo)
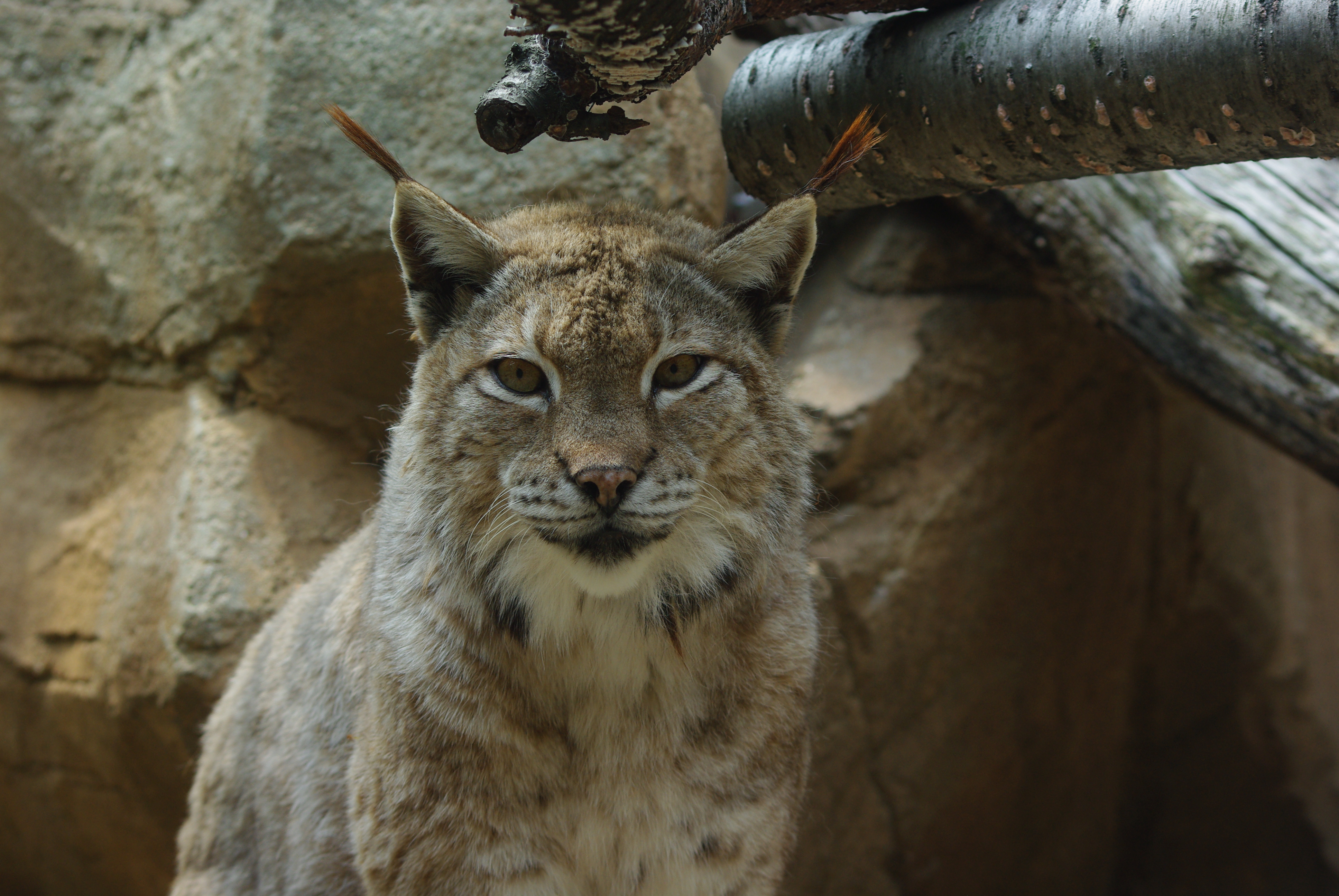
Eurasischer Luchs (Lynx lynx)

Außerdem befinden sich auf dem Zoogelände ein großes Affenhaus, eine Anlage für Eisbären (Ursus maritimus) mit Unterwasser-Besichtigungsfenstern, ein Streichelzoo und ein Informationszentrum.

## Kritik
Im Rahmen eines Zuchtabkommens zwischen der China Wildlife Conservation Association und dem Kōbe Ōji-Zoo erhielt der Zoo im Jahr 2000 gegen eine Leihgebühr ein Pärchen Riesenpandas. 2010 wurde ein 14-jähriger männlicher Panda von japanischen Tierärzten betäubt, um Sperma zur künstlicher Befruchtung zu entnehmen. Dabei starb der Panda an Erstickung. Die chinesische Regierung schickte sofort ein Expertengremium für eine Untersuchung nach Japan, die feststellte, dass das Tier nach Erhalt eines Anästhetikums, das in die Lungen gelangte, erstickte. Frühere Berichte deuteten darauf hin, dass der Tod durch eine Überdosis von Beruhigungsmitteln verursacht worden sein könnte. Es wurde kritisch hinterfragt, weshalb japanische Tierärzte Sperma außerhalb der Paarungszeit extrahieren wollten. Gemäß dem chinesisch-japanischen Panda-Zuchtvertrag wird eine Entschädigung in Höhe von $ 500.000 fällig, wenn ein Panda aufgrund eines menschlichen Fehlers stirbt.
Seit 2007 werden von der Organisation Bear Conservation in Abständen die Anlagen zur Haltung von Eisbären untersucht. Dabei wurde u. a. bemängelt, dass die aus Felsgestein angelegte Eisbärenanlage im Kōbe Ōji-Zoo relativ klein, vegetationslos und ohne weiche Bodenflächen sei. Der Geräuschpegel ist hoch, teilweise ausgelöst durch Besucher, die auf die Besichtigungsfenster klopfen. Auch fehlt es an Rückzugs-, Regenschutz- und Versteckmöglichkeiten für die Tiere.

## Galerie
Einen Schwerpunkt im Kōbe Ōji-Zoo bildet die umfangreiche Haltung mehrerer Primatenarten, was in der nachfolgenden Bildauswahl aus dem Bestand des Zoos zum Ausdruck kommt:

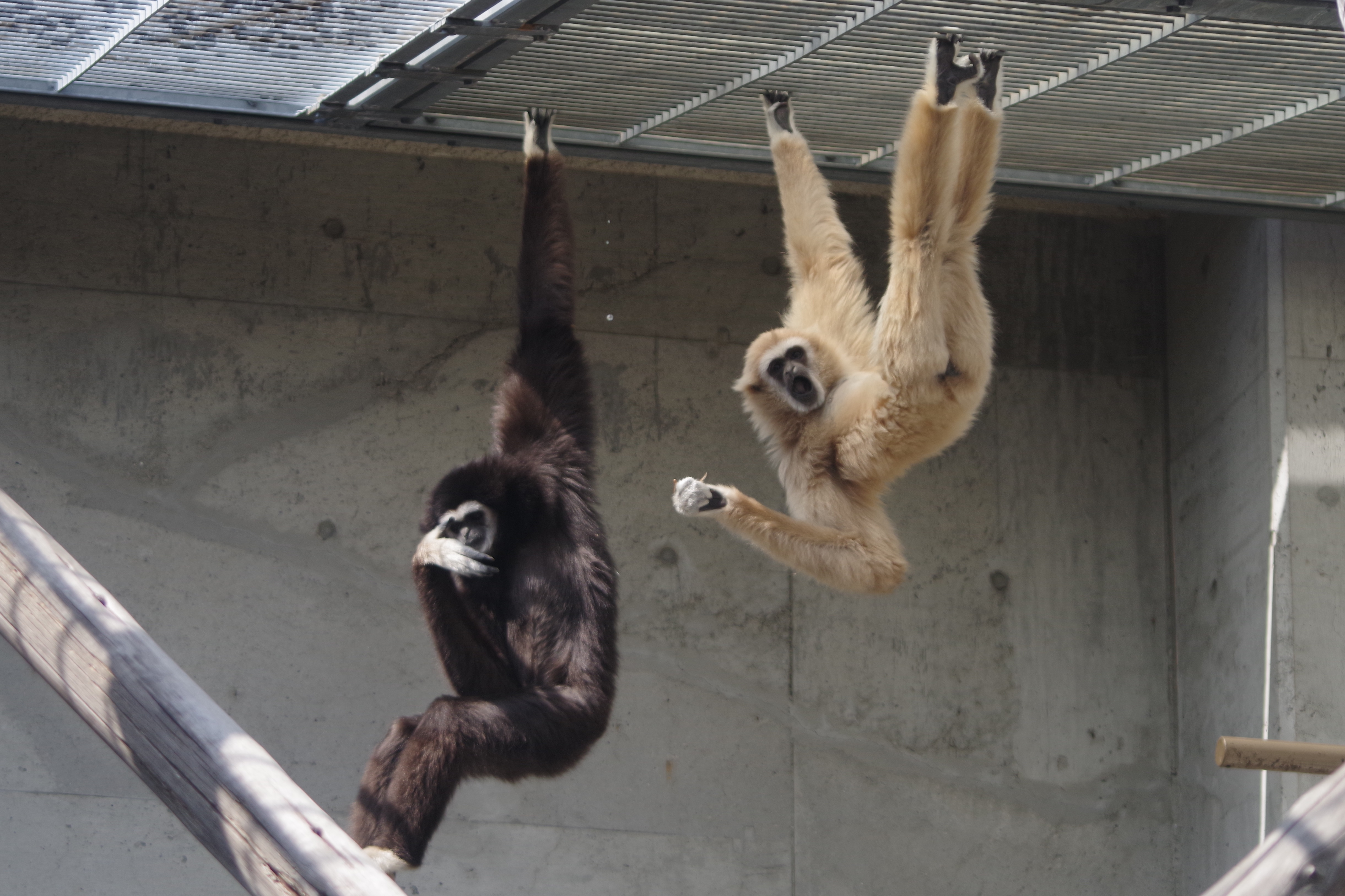
Weißhandgibbons (Hylobates lar)
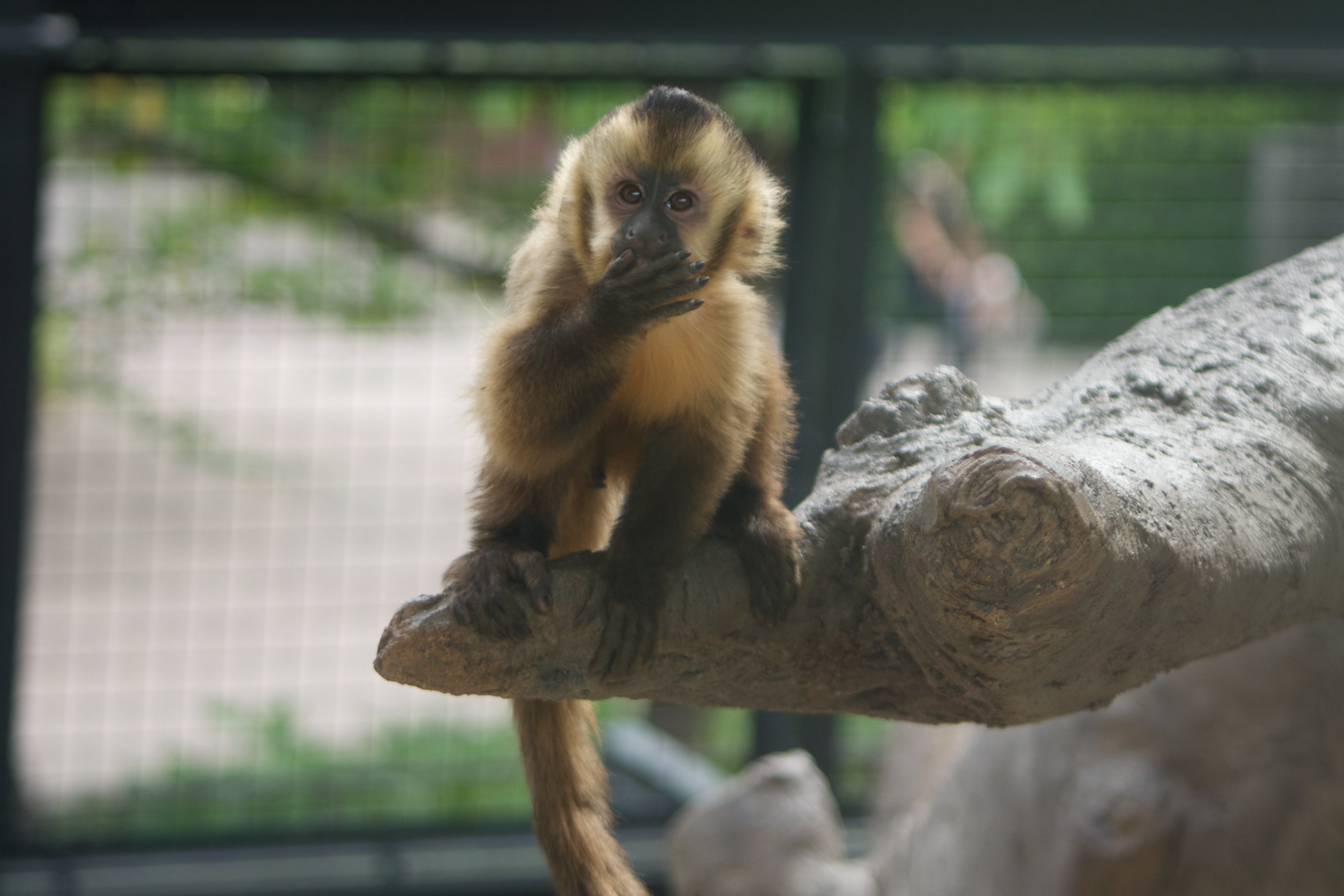
Haubenkapuzineraffe (Sapajus apella)
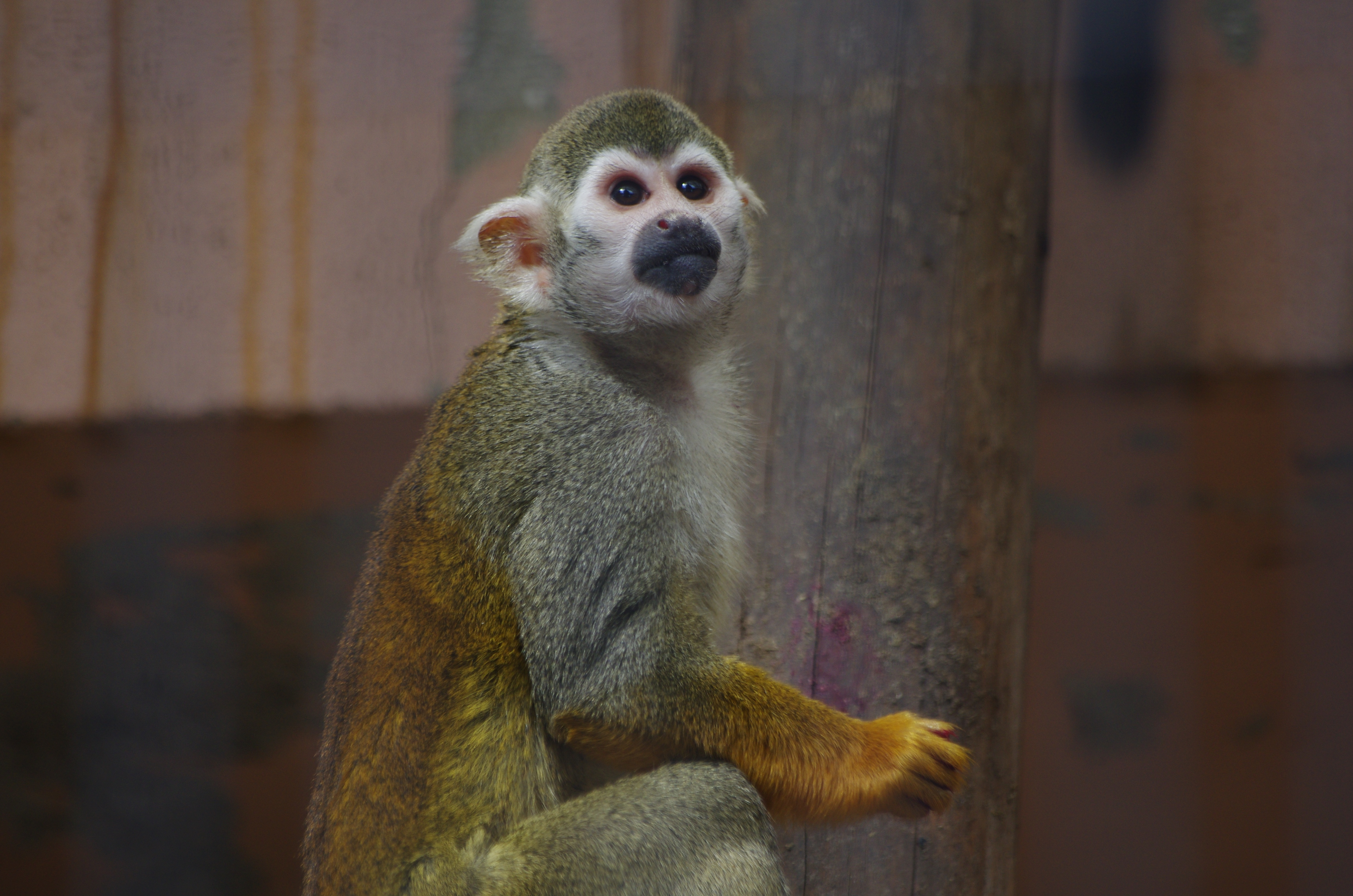
Gewöhnlicher Totenkopfaffe (Saimiri sciureus)
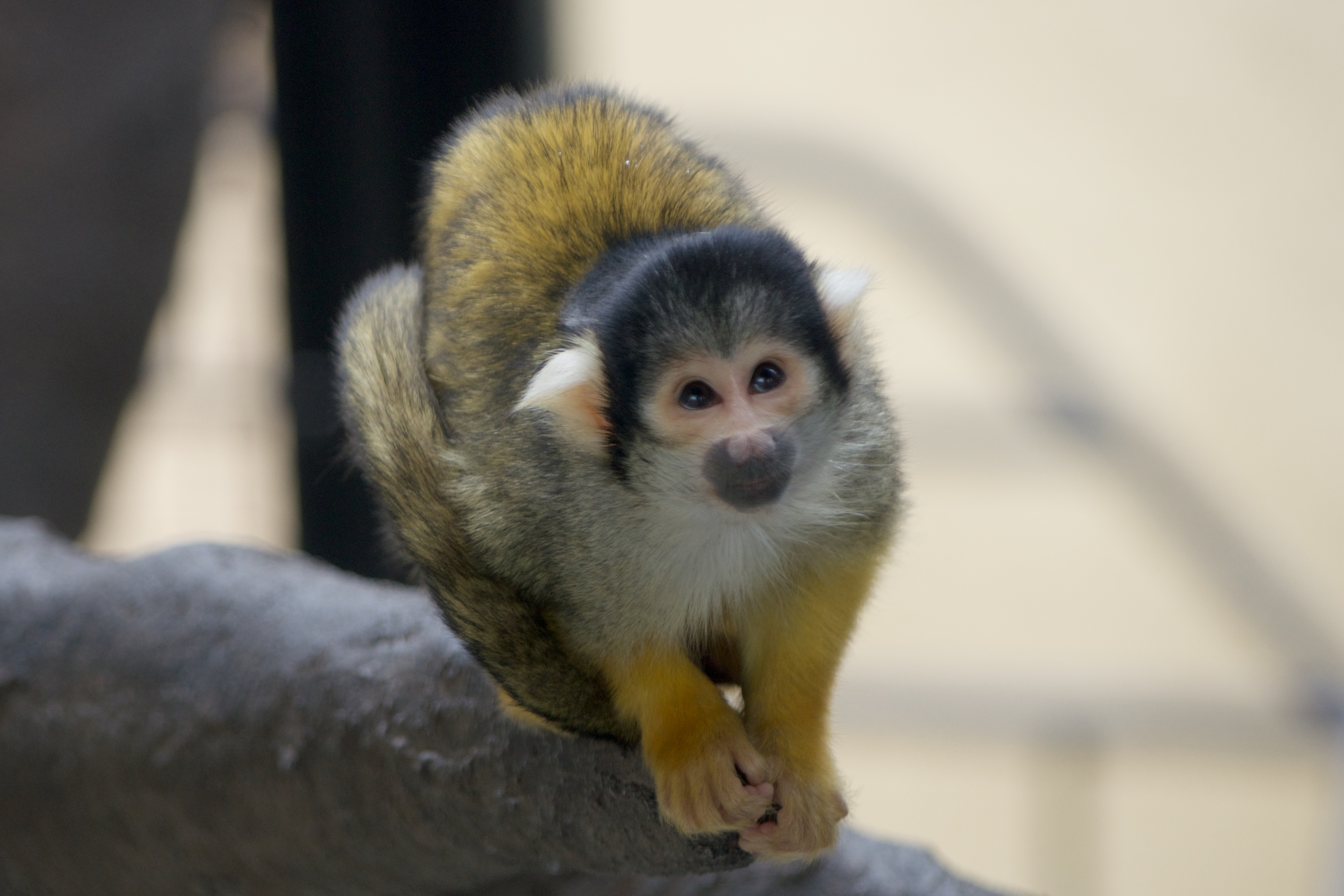
Bolivianischer Totenkopfaffe (Saimiri boliviensis)
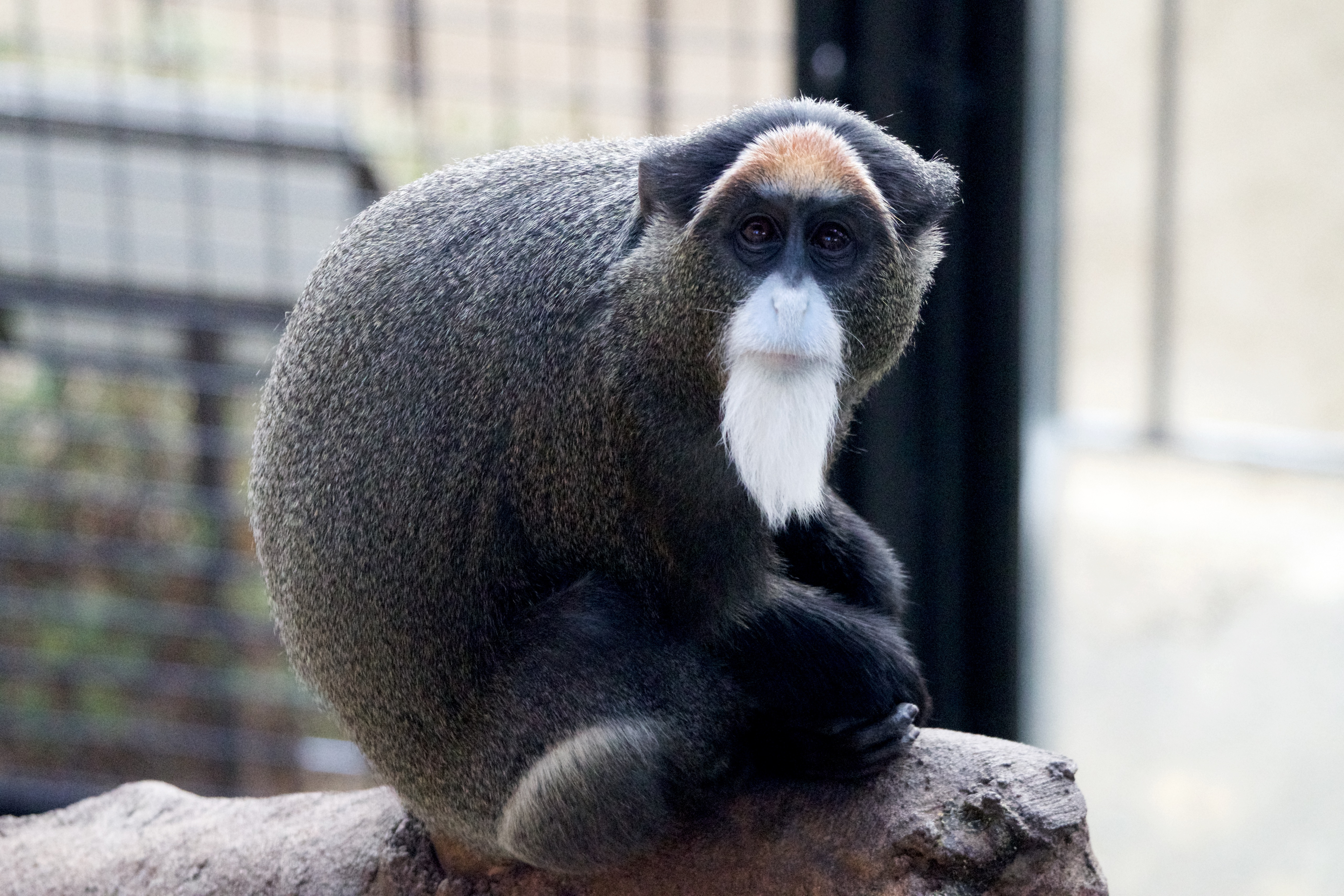
Brazzameerkatze (Cercopithecus neglectus)
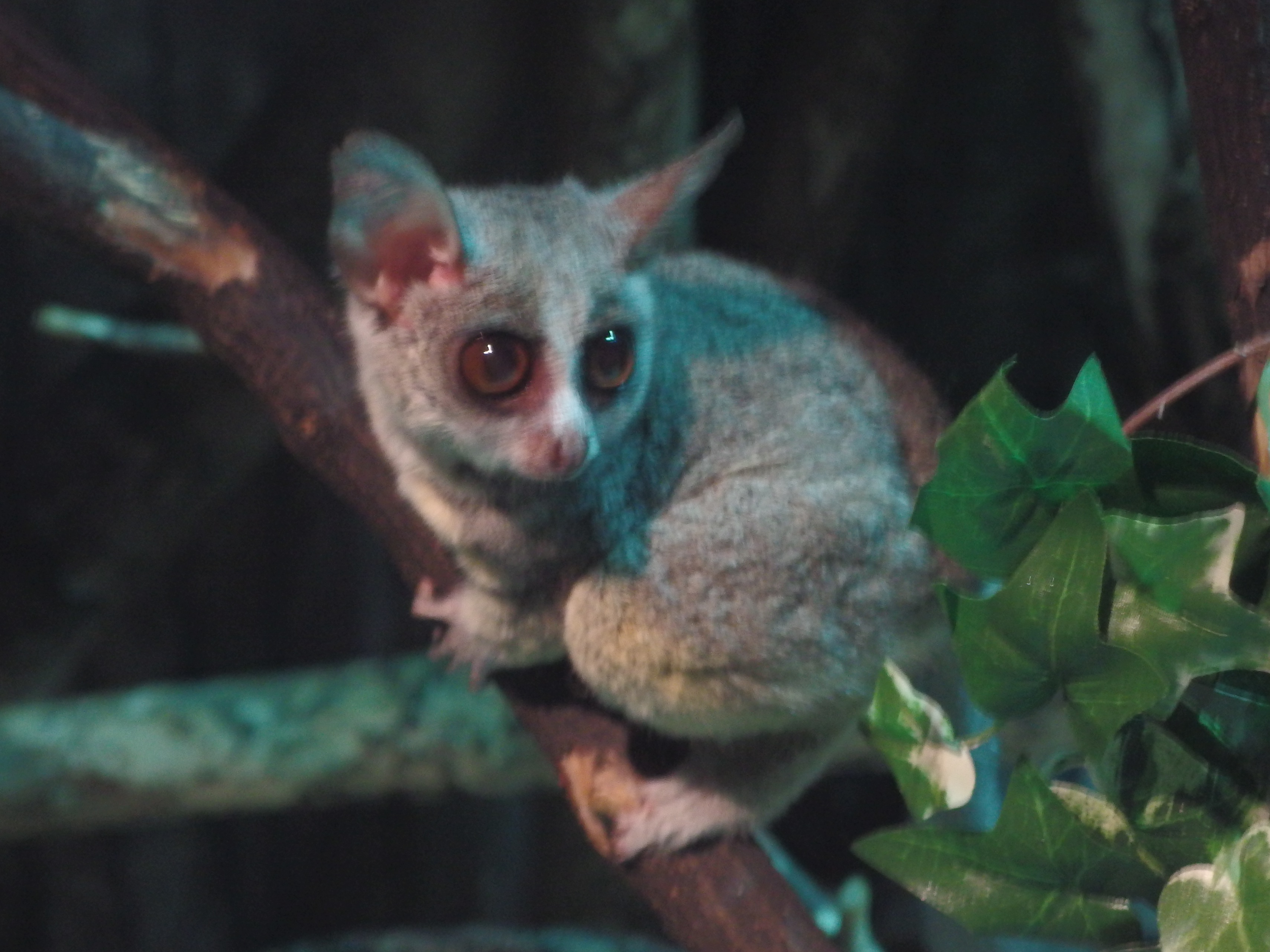
Senegal-Galago (Galago senegalensis)
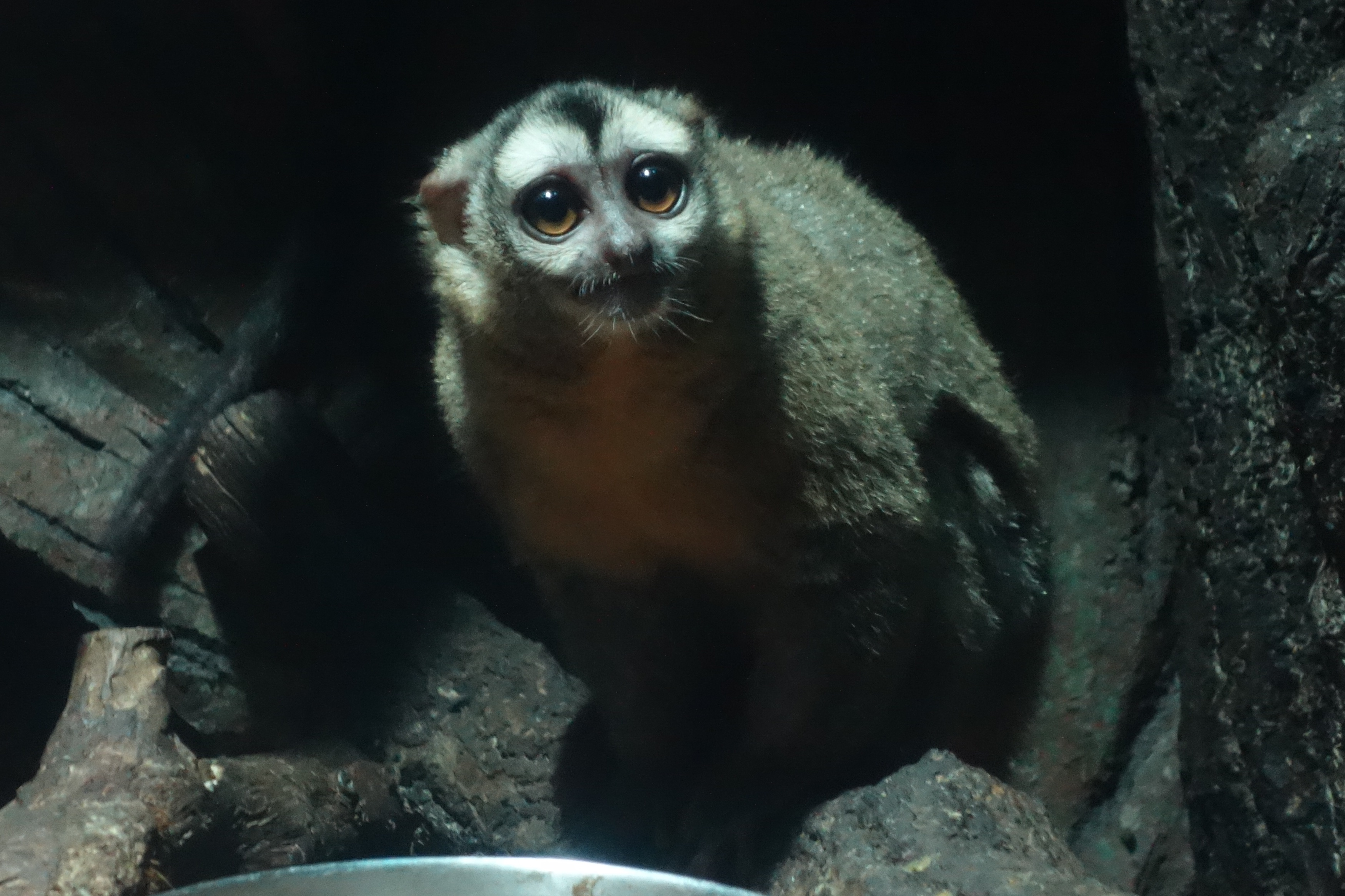
Östlicher Graukehl-Nachtaffe (Aotus trivirgatus)
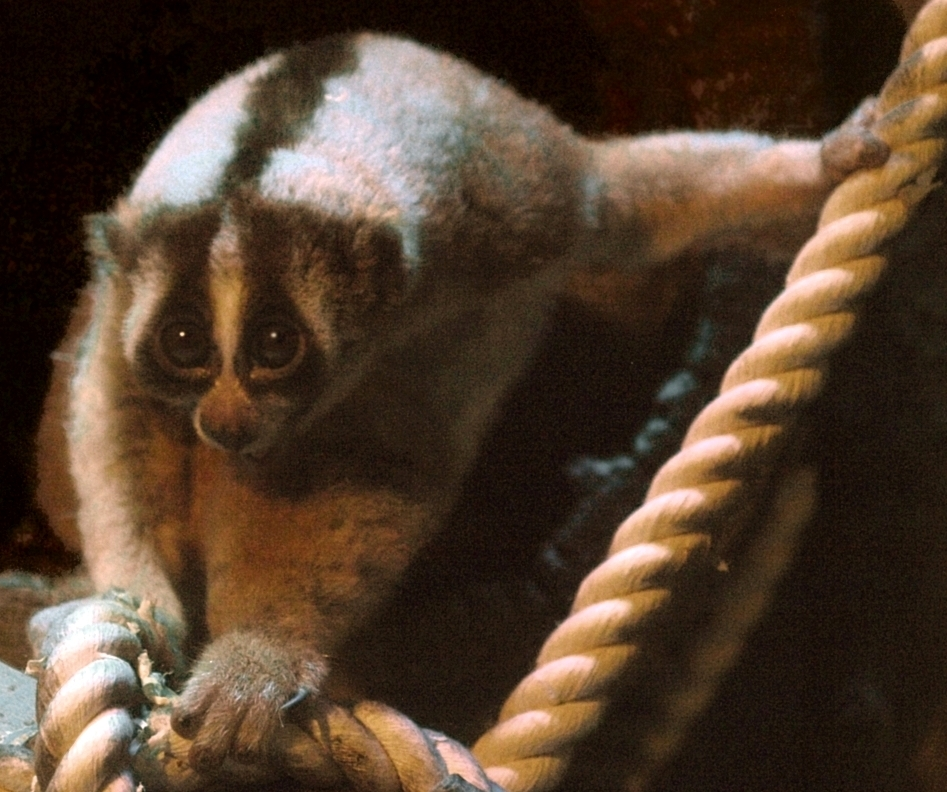
Java-Plumplori (Nycticebus javanicus)
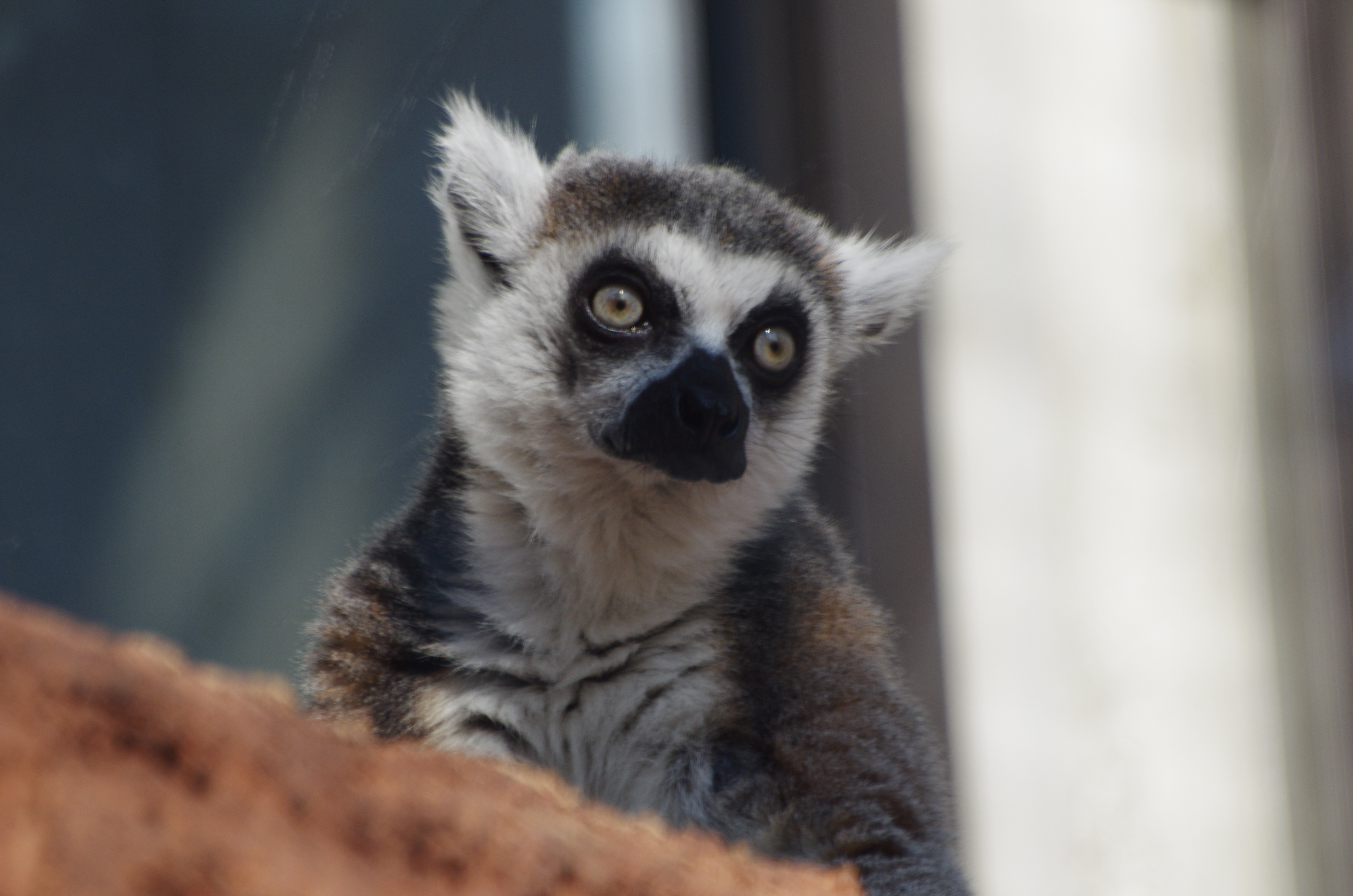
Katta (Lemur catta)
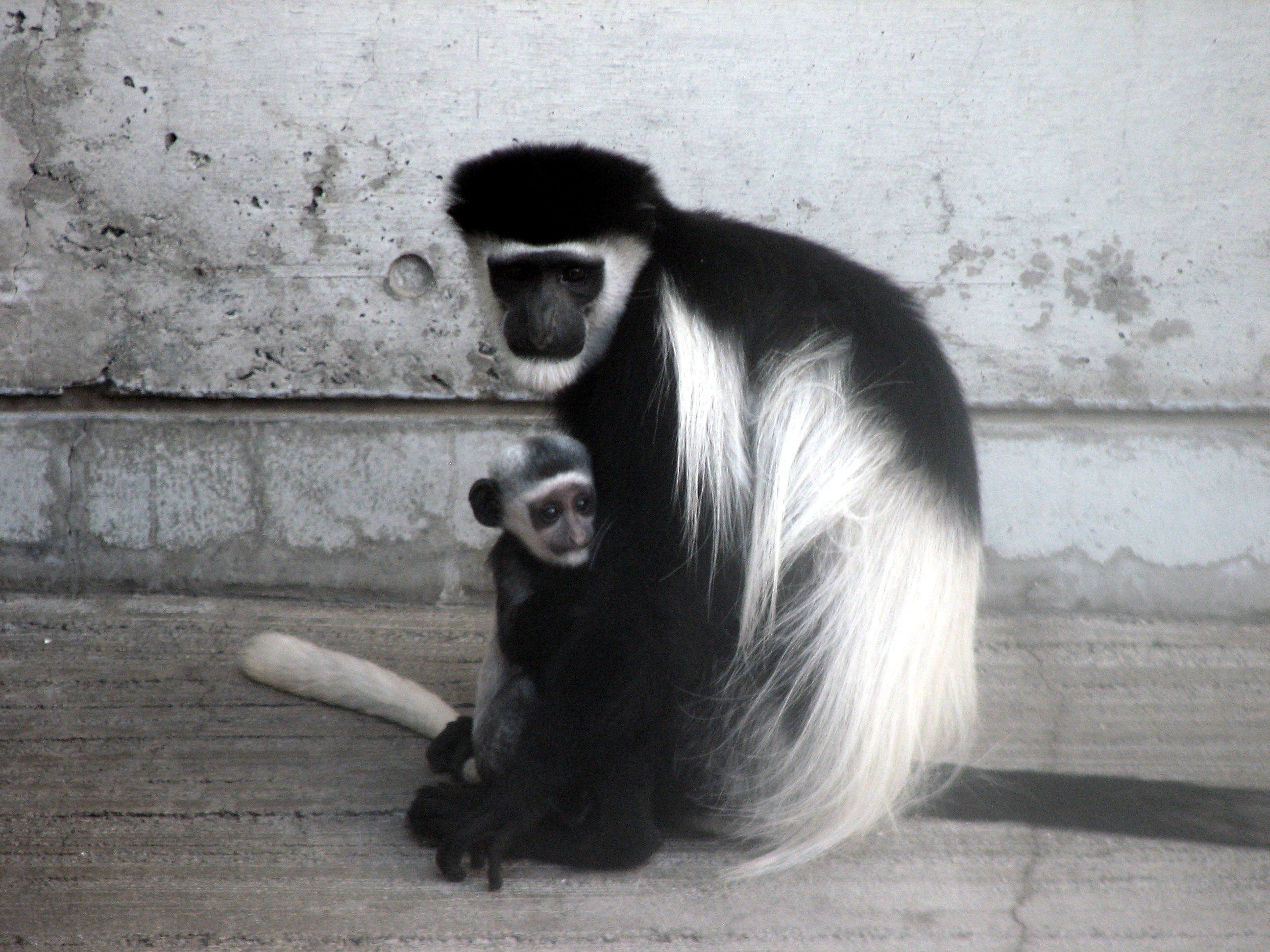
Mantelaffe (Colobus guereza) mit Jungtier